# Lasowice Małe (gmina)

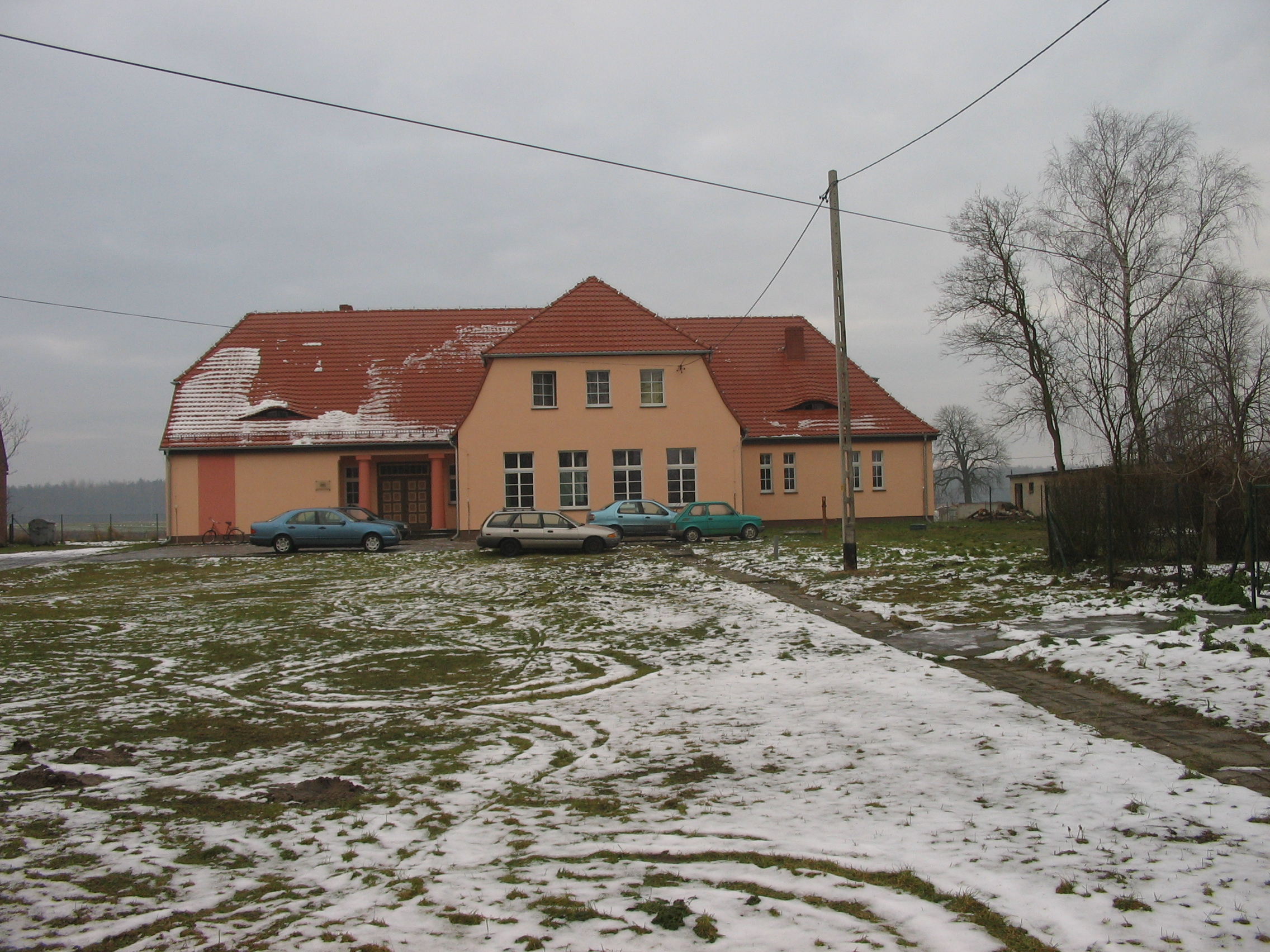
Dom Tolerancji i Kultury w Lasowicach Małych

Lasowice Małe – dawna gmina wiejska istniejąca w latach 1945–1954 w woj. śląskim i woj. opolskim (dzisiejsze woj. opolskie). Siedzibą władz gminy były Lasowice Małe.
Jako polska jednostka administracyjna gmina Lasowice Małe zaczęła funkcjonować po II wojnie światowej (w grudniu 1945) w powiecie oleskim na terenie tzw. Ziem Odzyskanych (tzw. I okręg administracyjny – Śląsk Opolski), powierzonym 18 marca 1945 administracji wojewody śląskiego, a z dniem 28 czerwca 1946 przyłączonym do woj. śląskiego (śląsko-dąbrowskiego).
Według stanu z 1 stycznia 1946 gmina składała się z 6 gromad: Lasowice Małe, Ciarki, Gronowice, Jasienie, Kocianowice i Stare Olesno. 6 lipca 1950 zmieniono nazwę woj. śląskiego na katowickie; równocześnie gmina Lasowice Małe wraz z całym powiatem oleskim weszła w skład nowo utworzonego woj. opolskiego.
Według stanu z 1 lipca 1952 gmina składała się z 6 gromad: Chocianowice, Ciarka, Gronowice, Jasienie, Lasowice Małe i Stare Olesno. Gmina została zniesiona 29 września 1954 wraz z reformą wprowadzającą gromady w miejsce gmin. Jednostki nie przywrócono 1 stycznia 1973 wraz z kolejną reformą reaktywującą gminy.
Zobacz też gmina Lasowice Wielkie.